# NGC 1110
إن جي سي 1110 (بالألمانية: NGC 1110) التي يرمز لها بالرمز NGC 1110، هي مجرة، في كوكبة النهر.

## الاكتشاف
اكتشفت في 21 ديسمبر 1886، بواسطة Francis Preserved Leavenworth.